# Pelly Crossing (Yukon)

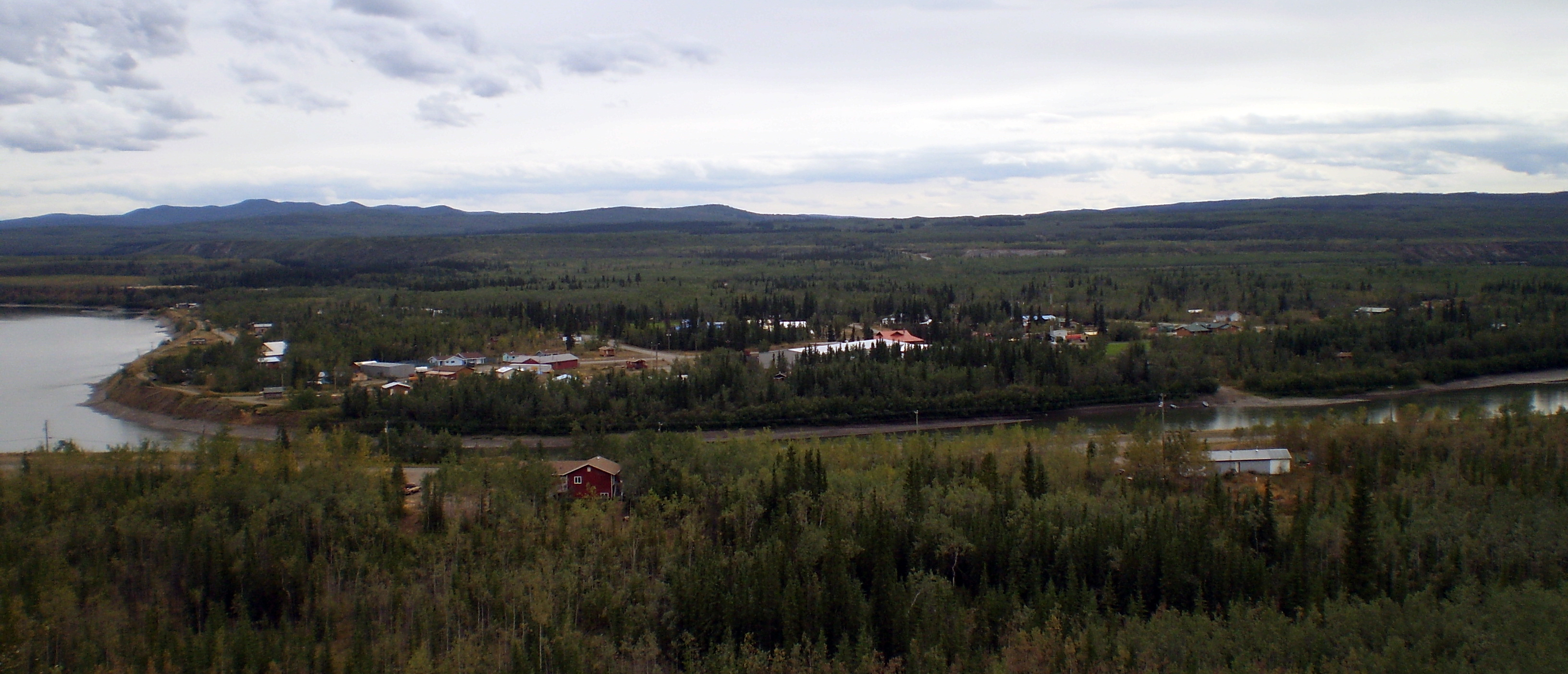
Comunidade de Pelly Crossing vista em agosto de 2009, e o Rio Pelly.

Pelly Crossing é uma pequena comunidade localizada no centro do território canadense de Yukon, e onde a rodovia de Klondike atravessa o Rio Pelly. A população da comunidade em 2008 era de apenas 291 habitantes. É o lar da primeira nação de Selkirk, e abriga a cultura do norte de Tutchone.

## Clima
Pelly Crossing tem um clima subárctico severamente continental com verões curtos e quentes, mas com a grande maioria do ano dominada pelos invernos duramente frios. Durante os encruzamentos do frio, temperaturas próximas a -60°c já foram registradas. O tempo é bastante seco e as noites de verão sempre permanecem frescas.